# Ichneumon obscurator
Ichneumon obscurator là một loài tò vò trong họ Ichneumonidae.